# Rajd Japonii 2005
Rezultaty Rajdu Japonii w 2005 roku, który odbył się w dniach 30 września – 2 października:

## Klasyfikacja ostateczna
| lp. | zawodnik             | pilot             | samochód                | czas      | różnica  | grupa | pkt. |
| --- | -------------------- | ----------------- | ----------------------- | --------- | -------- | ----- | ---- |
| 1.  | Marcus Gronholm      | Timo Rautiainen   | Peugeot 307WRC Evo2     | 3:25:32,0 | 0,0 s.   | A8 M  | 10   |
| 2.  | Sebastien Loeb       | Daniel Elena      | Citroën Xsara WRC       |           | +1:22,1  | A8 M  | 8    |
| 3.  | Christopher Atkinson | Glenn MacNeall    | Subaru Impreza WRC2005  |           | +2:40,0  | A8 M  | 6    |
| 4.  | François Duval       | Sven Smeets       | Citroën Xsara WRC       |           | +2:59,4  | A8 M  | 5    |
| 5.  | Harri Rovanpera      | Risto Pietilainen | Mitsubishi Lancer WRC05 |           | +3:59,8  | A8 M  | 4    |
| 6.  | Toni Gardemeister    | Jakke Honkanen    | Ford Focus RS WRC 04    |           | +4:32,3  | A8 M  | 3    |
| 7.  | Roman Kresta         | Jan Tomanek       | Ford Focus RS WRC 04    |           | +5:32,0  | A8 M  | 2    |
| 8.  | Daniel Carlsson      | Mattias Andersson | Peugeot 307WRC Evo2     |           | +6:39,1  | A8 M  | 1    |
| 9.  | Antony Warmbold      | Michael Orr       | Ford Focus RS WRC 04    |           | +7:39,3  | A8    |      |
| 10. | Armin Schwarz        | Klaus Wicha       | Škoda Fabia WRC 05      |           | +12:07,4 | A8 M  |      |

1. ↑  Litera M przy oznaczeniu grupy do której należy samochód oznacza, iż tylko ci kierowcy zdobywali punkty dla swoich zespołów liczonych w klasyfikacji producentów na koniec sezonu.

## Zwycięzcy odcinków specjalnych
| Numer | Nazwa            | Zwycięzca                     |
| ----- | ---------------- | ----------------------------- |
| OS1   | Pawse Kamuy 1    | C. ATKINSON / G. McNEALL      |
| OS2   | Rikubetsu 1      | S. LOEB / D. ELENA            |
| OS3   | Kunneywa-Niueo 1 | C. ATKINSON / G. McNEALL      |
| OS4   | Sipirkakim 1     | P. SOLBERG / P. MILLS         |
| OS5   | Pawse Kamuy 2    | G. GALLI / G. D'AMORE         |
| OS6   | Rikubetsu 2      | M. GRÖNHOLM / T. RAUTIAINEN   |
| OS7   | Kunneywa-Niueo 2 | S. LOEB / D. ELENA            |
| OS8   | Sipirkakim 2     | P. SOLBERG / P. MILLS         |
| OS9   | Sasunai 1        | H. ROVANPERÄ / R. PIETILÄINEN |
| OS10  | Sinotcaki 1      | H. ROVANPERÄ / R. PIETILÄINEN |
| OS11  | Emina 1          | M. GRÖNHOLM / T. RAUTIAINEN   |
| OS12  | Pawse Kamuy 3    | M. GRÖNHOLM / T. RAUTIAINEN   |
| OS13  | Rikubetsu 3      | P. SOLBERG / P. MILLS         |
| OS14  | Menan 1          | M. GRÖNHOLM / T. RAUTIAINEN   |
| OS15  | Sinotcaki 2      | M. GRÖNHOLM / T. RAUTIAINEN   |
| OS16  | Emina 2          | P. SOLBERG / P. MILLS         |
| OS17  | Pawse Kamuy 4    | M. GRÖNHOLM / T. RAUTIAINEN   |
| OS18  | Nupri Pake       | P. SOLBERG / P. MILLS         |
| OS19  | Rikubetsu 4      | P. SOLBERG / P. MILLS         |
| OS20  | Menan 2          | P. SOLBERG / P. MILLS         |
| OS21  | Satsunai 2       | H. ROVANPERÄ / R. PIETILÄINEN |
| OS22  | Panke Nikorpet 1 | M. GRÖNHOLM / T. RAUTIAINEN   |
| OS23  | Penke 1          | C. ATKINSON / G. McNEALL      |
| OS24  | Satsunai 3       | S. LOEB / D. ELENA            |
| OS25  | Panke Nikorpet 2 | M. GRÖNHOLM / T. RAUTIAINEN   |
| OS26  | Penke 2          | M. GRÖNHOLM / T. RAUTIAINEN   |

## Klasyfikacja po 13 rundach
Tabele przedstawiają tylko pięć pierwszych miejsc.

### Kierowcy
| Lp. | Kierowca          | Pkt |
| --- | ----------------- | --- |
| 1   | Sébastien Loeb    | 107 |
| 2   | Marcus Grönholm   | 71  |
| 3   | Petter Solberg    | 65  |
| 4   | Markko Märtin     | 53  |
| 5   | Toni Gardemeister | 50  |

### Producenci
| Lp. | Producent                | Pkt |
| --- | ------------------------ | --- |
| 1   | Citroën Total            | 150 |
| 2   | Malboro Peugeot Total    | 128 |
| 3   | BP Ford World Rally Team | 81  |
| 4   | Subaru World Rally Team  | 78  |
| 5   | Mitsubishi Motors        | 58  |